# Fläckryggig myrtörnskata
Fläckryggig myrtörnskata (Hypoedaleus guttatus) är en fågel i familjen myrfåglar inom ordningen tättingar.

## Utseende och läte
Fläckryggig myrtörnskata är en knubbig fågel med lång stjärt och kraftig näbb med krökt spets. Hanen är fläckad i svart och vitt ovan (mer beigefärgat hos honan) och brunaktig undertill med tvärbandad stjärt. Sången består av en utdragen visslad drill som varar cirka fem sekunder.

## Utbredning och systematik
Fågeln förekommer från sydöstra Brasilien till östra Paraguay och nordöstligaste Argentina (Misiones). Den placeras som enda art i släktet Hypoedaleus och behandlas som monotypisk, det vill säga att den inte delas in i några underarter.

## Levnadssätt
Fläckryggig myrtörnskata hittas i fuktiga skogar. Där rör den sig i par, aktivt genom snåriga klängväxter nedanför trädkronorna. 

## Status och hot
Arten har ett stort utbredningsområde, men tros minska i antal, dock inte tillräckligt kraftigt för att den ska betraktas som hotad. Internationella naturvårdsunionen IUCN listar arten som livskraftig (LC).